# Chiềng Lương
Chiềng Lương là một xã thuộc huyện Mai Sơn, tỉnh Sơn La, Việt Nam.
Xã Chiềng Lương có diện tích 114,38 km², dân số năm 1999 là 6357 người, mật độ dân số đạt 56 người/km².